# Urstromtal bei Golßen
Das Naturschutzgebiet Urstromtal bei Golßen liegt im Landkreis Dahme-Spreewald in Brandenburg.
Das aus drei Teilbereichen bestehende Gebiet mit der Kenn-Nummer 1609 wurde mit Verordnung vom 22. September 2009 unter Naturschutz gestellt. Das rund 433 ha große Naturschutzgebiet erstreckt sich nordöstlich und südöstlich der Kernstadt Golßen. Östlich des Gebietes verläuft die A 13, südlich die Landesstraße L 71 und westlich die B 96.